# Der Dreißigjährige Krieg – Zeugnisse vom Leben mit Gewalt
Der Dreißigjährige Krieg – Zeugnisse vom Leben mit Gewalt ist ein Buch von Hans Medick, das 2018 im Wallstein Verlag in Göttingen erschienen ist. Thema des Buches ist der Alltag des kleinen Mannes zur Zeit des Dreißigjährigen Krieges, dargestellt aus der Perspektive einzelner Personen, hauptsächlich entlang am Schicksal des Söldners Peter Hagendorf. Die Zeit war von Gewalt und Angst geprägt, was durch Selbst- und Zeitzeugnisse unterschiedlichster Art eindrücklich belegt wird. Das Buch gehört zum Genre der Mikrogeschichte.

## Entstehungsgeschichte
Die Entstehungsgeschichte des Buches geht auf biographische Erfahrungen des Autors sowie auf eine Vielzahl von Forschungsbemühungen und kollegiale Verbindungen über viele Jahre hinweg zurück, ferner auf die unermüdliche Unterstützung seiner Ehefrau Doris, die das Werk als Literatur- und Kulturwissenschaftlerin begleitete und der das Buch letztendlich auch gewidmet ist. Hans Medick sah als Kleinkind nach einem britischen Luftangriff zahlreiche verbrannte Körper zwischen Trümmern von Häusern liegen, was ihn nachhaltig beeindruckte und was er später mit Gewalt im Krieg in Verbindung bringen sollte (Nachwort, S. 423–424).

## Struktur
Nach der Einleitung, welche «Die Nähe und Ferne des Dreißigjährigen Krieges» erläutert, ist das Buch in acht römische Kapitel eingeteilt. Der Bogen spannt sich von I. Anfänge und Folgen des Prager Fenstersturzes von 1618 über II. Religionen im Krieg, III. Der Krieg im Alltag, IV. «Geißeln» des Krieges, V. Belagerung, Massaker, Schlacht, VI. Medien und Krieg, VII. der lange Weg zum Frieden, bis hin zu VIII. Festmahl und Freudenfeuerwerk. Jedes dieser acht Kapitel enthält zahlreiche Untertitel. Einleitend fasst Medick die geschichtlichen Hintergründe in großen Zügen zusammen. Diesen lässt er zahlreiche Zeitzeugnisse unterschiedlichster Art folgen. Auszüge aus Tagebüchern, Gerichtsakten, höfische Nachrichten, Zeitungsausschnitte, Sinnsprüche, obrigkeitliche Erlasse, Bibel-Einträge, Predigten, Lieder etc. Einführungstexte ebenso wie die Zeitzeugnisse werden durch eine Vielzahl von Fußnoten ergänzt und verdeutlicht. Der Leser bekommt hautnah einen ausführlichen und beeindruckenden Einblick in die unterschiedlichsten Situationen, in denen die Menschen damals ihr Leben fristen mussten.

## Inhalt

### Einleitung
Ein großer Krieg kann auch ausgehend von kleinen Ereignissen, Episoden und Wahrnehmungsfragmenten dargestellt werden. Nicht die großen Schlachten und die Herrscherpolitik sollen hier zum Zuge kommen, sondern der Alltag mit seinen unzähligen Gewaltereignissen und den unentwegten Versuchen zu überleben. Zeitgenössische Selbst- und Zeitzeugnisse sind analytische und darstellerische Ausgangspunkte einer dokumentarischen Mikrogeschichte, welche eine andersartige Gesamtdarstellung des Dreißigjährigen Krieges belegen. Dargestellt wird, wie sich die Lebenswelten der militärischen Täter und der zivilen Opfer im Kriegsalltag in vielfältiger Weise überschneiden. Erstere lebten von ständiger Ausübung von Gewalt und Zwang, letztere unter der konstanten Bedrohung durch das Militär. Die Einquartierung von Militär in Zivilhaushalte führte dazu, dass der Dreißigjährige Krieg nicht nur ein solcher der großen Schlachten war, sondern sich zu einem ganz wesentlichen Teil «zu Hause» im gewöhnlichen Volk abspielte. «Warum», fragt sich der Autor «ist diese Geschichtslandschaft im 400. Jahr des Beginns dieses ‘Großen Kriegs in Deutschland’ (Ricarda Huch) gegenwärtig so lebendig?» Die Antwort auf diese Frage, die sich auch der Leser stellen darf, ist in diesem Buch zu finden.

### I. Anfänge. Der Prager Fenstersturz von 1618
Der Prager Fenstersturz war der «kriegerische Beginn einer fatalen Ereigniskette von Gewalt» (Seite 25), zurückzuführen auf Differenzen zwischen dem katholischen Habsburger Kaiser Matthias und den evangelischen böhmischen Reichsständen. Letztere verteidigten ihre Rechte auf Religionsfreiheit, welche katholischerseits wieder eingeschränkt werden sollten. Zwei königliche Statthalter und ihr Sekretär wurden am 23. Mai 1618 von protestierenden Vertretern der böhmischen Stände aus einem Fenster der Kanzlei in der Prager Burg geworfen. Maßgebend und kommendes Unheil anzukündigen schien aber auch der «schreckliche Cometstern» zu sein, ein Komet, der 30 Tage am Himmel stand und retrospektiv als Bote für einen dreißig Jahre währenden Krieg betrachtet wurde. In eindrücklicher Weise werden politische Wirrnisse und irrationale Verarbeitung von Naturereignissen vermischt.

### II. Religionen im Krieg?
Den Dreißigjährigen Krieg als letzten großen Religionskrieg in Europa zu bezeichnen, ist aus verschiedenen Gründen problematisch. Es war eher ein Reichsverfassungskrieg, «ein Konflikt um die politische und religiöse Ordnung im Heiligen Römischen Reich und in der Habsburgermonarchie». Religiös-konfessionelle Konflikte spielten wohl eine zentrale Rolle, so z. B. der ungelöste Streit bezüglich der Auslegung des Augsburger Religionsfriedens von 1555. Genauso gewichtig waren jedoch die machtpolitischen Interessen aller Kriegsparteien. Die konfessionelle Zugehörigkeit spielte meist weder bei den Angehörigen der kriegführenden Parteien noch beim Eintreiben von Kontributionen eine Rolle, wobei den Juden allgemein größere finanzielle Belastungen als dem übrigen Volk auferlegt wurden, wie ein Bericht des Ratsherrn Johann Georg Pforr aufzeigt (S 77 ff). Gewalt war nicht den Schlachten vorbehalten. Eine Zerstörung von zwei Bischofs-Statuen, in denen sich Reliquien befinden sollten, führte zu protestantischem Vandalismus im Erfurter Dom. Dieser wurde anlässlich einer Siegesfeier zum lutherischen Gotteshaus umfunktioniert. Die katholische Universität wurde durch den «gottgeschenkten Sieg Gustav Adolfs» unter protestantischer Ägide neu gegründet.
Augsburg, eine vorwiegend lutherische Stadt, wurde zum Ort einer gewaltsamen Rekatholisierung. Es ging um die «Rettung der Seelen» für den Katholizismus. Genauso wichtig war aber die Wiedererlangung von ehemals kirchlichem Besitz und von ehemaligen Herrschaftsrechten.
Interessanterweise sollen die Obrigkeiten sowohl katholischer- wie protestantischerseits der Zerstörungswut ihrer Anhänger jeweils nach einer gewissen Zeit Einhalt geboten haben (S. 68).

### III. Der Krieg im Alltag
In diesem Kapitel geht Medick der Frage nach, ob zivile Personen wirklich nur unwillige, passive und hilflose Opfer militärischer Gewalt waren, oder ob es nicht auch eine Art von Zusammenleben, von Kollaboration und Situationen der Entspannung gegeben habe. Unter welchen Zwängen litten die Menschen der unterschiedlichen sozialen Stände; welche Spielräume hatten sie zur Verfügung? Wie waren die Frauen in die Geschehnisse eingebunden? Der mikrohistorische Zugang vermittelt ein uneinheitliches Bild mit einem breiten Spektrum physischer und sozialer Gewalt zwischen militärischer und ziviler Bevölkerung. Kritische Situationen entstanden oft bei der Quartiernahme. Manchmal ergab sich allerdings auch eine Win-Win-Situation, indem das Militär gegen Kost und Unterkunft den Schutz der Familie übernahm.

### IV. Geißeln des Krieges
Die extreme Ausbreitung von Krankheiten, Hunger, Not und kriegerischem Elend wurde vor allem von protestantischen Geistlichen als gerechte Strafe und «Zuchtruten» Gottes für die Sünden der Menschen verstanden und gepredigt. «Zwischen und neben der Kriegsrute schickte Gott die Pestilenz hinter uns her» verkündete der lutherische Pfarrer Johann Daniel Minck (S. 163). Der größere Teil der Todesfälle im Dreißigjährigen Krieg geht nicht auf militärische Operationen, sondern auf Pest, Typhus und Verhungern zurück. Bis zu 1,8 Millionen Soldaten und je nach Gebiet bis zu 60 % der Zivilpersonen sind an den Kriegsfolgen gestorben. Der Süden war stärker betroffen als der Norden; dieser verfügte über die besseren ökonomischen Ressourcen (S 166/167).
Die Hungersnot war 1634/35 so groß, dass die Menschen nicht davor zurückschreckten, ihre toten Angehörigen zu verspeisen. Dem Bericht des katholischen Pfarrers Michael Lebhardt aus dem Dorf Agawang (Nähe Augsburg) zufolge handelte es sich bei der Anthropophagie nicht um eine Metapher, sondern um eine reale, der Verzweiflung entsprungene Überlebenspraxis, die als «Notkannibalismus» bezeichnet wurde (S 173).

### V. Belagerung, Massaker, Schlacht
Die Armee-Einheiten waren bis zu 35 000 Mann stark. Hinzu kamen Begleit-Trosse (Angehörige, Marketender etc.) von etwa gleicher Größe. Die Armeen waren eine Art wandernder Städte, schwerfällige Kriegs- aber nicht unbedingt Kampfmaschinen, die sich in der Hauptsache als „Nahrungssuchmaschinen“ betätigen mussten. Die Versorgung mit Lebensmitteln, das Bereitstellen von Unterkünften für die Soldaten und deren Anhang, die Beschaffung von Kriegsmaterial wie Waffen, Munition und Pferden waren kontinuierliche Herausforderungen, welche alle Beteiligten, Soldaten wie Zivilpersonen, an die Grenzen der Belastbarkeit führte. Es kann daher von einem eigentlichen Auszehrungskrieg gesprochen werden.
Belagerungen konnten zu extremen Formen der Gewaltanwendung, zu Massakern ausufern. Beispiele dafür sind die Städte Münden (1626) und Magdeburg (1631). In Münden verloren von 2 600 Menschen mindestens 2 200 ihr Leben, in Magdeburg die Hälfte der 40 000 Einwohner. Magdeburg, im Ruf einer glaubensfesten protestantischen Stadt stehend, lief Gefahr, den Nimbus «kämpferische ‘Wehrstadt’ evangelischen Glaubens» zu verlieren (S 209). Der katholische Sieg über Magdeburg, dem «Fundament und Centrum des Krieges» galt als «Angelpunkt einer möglichen konfessionellen und politischen Rückeroberung des Reiches». Die Vernichtung von Magdeburg am 20. Mai 1631 löste massive, bisher nie dagewesene Medienreaktionen aus, die in hunderten von Flugschriften, Flugblatt-Darstellungen, Zeitungsartikel, Liedern und Predigten ihren Niederschlag fanden. Die Analogisierung Magdeburgs zu historischen Ereignissen wie dem Untergang von Jerusalem, Babylon, Trojas etc. verlieh dem Untergang der Stadt den Rang eines welthistorischen Ereignisses. Der Rückgriff auf historische Beispiele bot den Protestanten die Möglichkeit, die «Zerstörung ‘ihrer’ Stadt als aufopfernde Hingabe für die gesamte Sache des Protestantismus erscheinen zu lassen» (S 219).
Die Schlacht bei Lützen am 16. November 1632 galt als Schlüsselereignis im Dreißigjährigen Krieg. Gustav Adolf, militärischer Führer und Leitfigur des Protestantismus, kam in dieser Schlacht zu Tode, durch heroische Selbstaufopferung, wie ihm später nachgesagt wurde. Sein Gegner Wallenstein, Stratege, Taktiker und militärischer Anführer, wurde sowohl von protestantischer wie von katholischer Seite negativ beurteilt. Man fragte sich, ob er als Gicht- und wahrscheinlich Syphiliskranker in einer Sänfte an der Schlacht teilgenommen habe. Archäologische Untersuchungen um 2011 führen vom Tod des Schwedenkönigs weg hin zu Massengräbern, die «ganze Trauma-Biographien» der Soldaten und anhand ihrer Verletzungen «Übergangsmomente zwischen Gewalt und Tod inmitten der Schlacht» erkennen lassen (S 229).

### VI. Medien und Krieg
Nach Johannes Burkhardt gab der Dreißigjährige Krieg «nach der ‘Hauptzäsur’ der Reformation des 16. Jahrhunderts ‘der neuzeitlichen Medienrevolution einen zweiten Schub’». Neben den bisher gängigen mündlichen, schriftlichen und bildlichen Übermittlungen, die auch weiterhin wichtig waren, boomten Druckmedien wie die «Flugblattpublizistik» und die «Pamphletistik». Zeitungen wurden teilweise handschriftlich hergestellt und vor allem an höher gestellte Adressaten versandt. Gedruckte Predigten, insbesondere Leichenpredigten, erreichten eine überregionale Leserschaft. Lieder, Melodien und Liedflugschriften über den Krieg verbreiteten sich rasch und gelten heute als erste Massenmedien populärer Musik (S 270). Frankfurt, mit zahlreichen Verlegern, Druckern, Kupferstechern, Nachrichtenagenten und Schreibern war ein wichtiges Zentrum medialer Aktivitäten. Johann von den Birghden veranschlagte die Rolle seines Nachrichtenorgans für Gustaf Adolf für gewichtiger als wenn er ihn mit mehreren Regimentern unterstützt hätte, eine Einschätzung, die auch von katholischer Seite geteilt wurde. Der Presse oblag die Tatsachenberichterstattung; sie war aber auch Kriegswaffe. Vielen Postzeitungen wurde Verlogenheit nachgesagt. Der Tod Gustav Adolfs und seine Heldentaten zu Lebzeiten, ebenso der Tod Wallensteins, stießen öffentlich wie privat auf großes Interesse, was dem Aufkommen der Medien äußerst förderlich war. Im Gegensatz zur positiven Darstellung bezüglich Leben und Tod von Gustav Adolf hatte der Tod, bzw. die Ermordung Albrecht von Wallensteins bis ins 19. Jahrhundert hinein eine «literarisch-politische ‘Schattenwirkung’». Wallenstein galt als Akteur, der in außergewöhnlich harter Weise Politik, Militär und Gewalt in sich vereinte.

### VII. Der lange Weg zum Frieden
Während der ganzen Zeit des Dreißigjährigen Krieges gab es immer wieder kleinere Friedensinitiativen. Johannes Burkhardt (2018) fragt: «War der ganze Krieg der Kriege, solang und vielfältig er war, womöglich auch eine Großbaustelle des Friedens?» (S 319). Der Krieg sollte weder den Feind vollständig vernichten noch sollte er als ein ‘Heiliger Krieg’ zur Lösung der Konfessionsfrage führen. Die Kriegspropaganda aller Parteien betonte den eigenen Friedenswillen und rechtfertigte den Krieg als Mittel zum Frieden. An der Fortsetzung des Krieges und des Bruchs von Friedensangeboten war stets die Gegenseite schuld.
Der Prager Frieden 1635 führte zu einer Neuformierung der Bündnisse zwischen dem protestantischen Schweden und dem katholischen Frankreich. Die «konfessionelle Lesart des Krieges» trat hinter fürstenstaatlichen Machtinteressen zurück. Die Einführung von «Normaljahren», in denen Zeitpunkte vor und nach Beginn des Krieges festgelegt wurden, nach welchen Eroberungen und Veränderungen der Besitzverhältnisse rückgängig gemacht werden sollten, waren ein wirkungsvolles «Medium zum Frieden».
Der Westfälische Frieden vom 24. Oktober 1648, «größtes Friedenswerk der Frühen Neuzeit» (S 325) war ein weiterer Schritt zur Neukonfiguration der europäischen Mächte. 110 Gesandtschaften repräsentierten 16 europäische Staaten und tagten getrennt in Münster und in Osnabrück, Orte, die zu militärfreien Zonen erklärt worden waren. Sprachlich verständigte man sich auf Deutsch, Lateinisch, Italienisch, Spanisch und Niederländisch. Die endgültige Fassung der Friedensvereinbarungen erfolgte schließlich in lateinischer Sprache.
Der Frieden wurde als eine politisch-militärische Notwendigkeit betrachtet. Es sollte jedoch nicht einfach ein Frieden als «bloße Beendigung des Krieges» sein, sondern man kämpfte um einen «ehrenvollen Frieden», der das eigene Ansehen nicht schmälern durfte (S. 331). Während der Friedensbestrebungen gingen die kriegerischen Handlungen auf allen Seiten weiter. Einem letzten großen Beutezug der Schweden fiel die Bibliothek und die weltberühmte Kunst- und Wunderkammer Kaiser Rudolph’s II. zum Opfer.
Als «Kernstück des Friedens» ist in den Friedensverträgen von Münster und Osnabrück festgehalten, dass die Parteien «einander immerwährendes Vergessen und Amnestie alles dessen, was seit Beginn der Kriegshandlungen an irgendeinem Ort und auf irgendeine Weise […] in feindlicher Absicht begangen worden ist [gewähren und dass] Beleidigungen, Gewalttaten, feindselige Handlungen, Schäden und Unkosten ohne Ansehen der Person […] gänzlich gegeneinander aufgehoben sein [sollen], auf dass alles […] immerwährendem Vergessen anheimgegeben sei.» (S 341).

### VIII. Festmahl und Freudenfeuerwerk
Dieses letzte Kapitel befasst sich mit der Friedensschließung. Am Nürnberger Exekutionstag, der nicht ein einzelner Tag war, sondern von 1649 bis 1650 dauerte, wurden die Hinterlassenschaften des Krieges abgewickelt. In einer «wirkungsvolle[n] politisch-kulturellen Selbstinszenierung» wurde über «Satisfaktionen» (Abfindungsgelder für abziehende Truppen) und «Restitutionen» (Rückgabe besetzter Gebiete) verhandelt (S 393). Federführend waren der kaiserliche Hauptgesandte Ottavio Piccolomini und sein schwedischer Gegenpart Pfalzgraf Karl Gustav von Pfalz-Zweibrücken, beide sowohl kriegs- wie auch auf politischer Ebene sehr erfahren (S 402). Die politischen Verhandlungen wurden von zahlreichen rauschenden Festmählern umrahmt. Besonders hervorgehoben wird das opulente «Schwedische Friedensmahl». Den Armen wurden Ochsen, Brot und Wein gespendet. – Die ausgelassene Stimmung der Festteilnehmer kumulierte in einem damals üblichen Tausch rangmäßiger Kleidung gegen Soldatenkleidung und einem Herumballern mit Handfeuerwaffen. Veranstaltungen dieser Art zeigen auf, welch hoher Stellenwert der Gewalt selbst bei solchen als Scherz geltenden Manövern zukam.
Der Abschluss der Nürnberger Friedensfeiern, zu welchem auch Frauen Zutritt hatten, gipfelte in einem Theaterstück und einem Freuden-Feuerwerk. Das Ganze wurde als grandioses Finale und endgültigen Schlusspunkt des Dreißigjährigen Krieges inszeniert. Beide Festmähler wurden von Sigmund von Birken, einem bekannten Schreibenden, besucht und schriftlich festgehalten. Er war Autor der Sinnsprüche und des avantgardistischen Friedens-Ballett-Schauspiels, das nicht von christlichen Motiven, wie zu erwarten gewesen wäre, sondern von Motiven aus der Antike bevölkert wurde, wobei wiederum Gewalt eine dominierende Rolle spielte.
Der Historiker Bernd Roeck würdigte die Nürnberger Friedensfeiern als «komplexeste Inszenierungen» und verglich sie mit ethnologischen Umkehrritualen. Er verdeutlichte jedoch nicht, wie sehr die Nürnberger Festlichkeiten immer noch der Sprache der Gewalt und ihrer Praxis verhaftet waren. Ein «ewiger Frieden» als grundsätzliches Ziel der Vernunft, wie später in der Aufklärung von Emmanuel Kant postuliert, war nach 1650 nicht in Sicht.

## Erkenntnisinteressen
- Sicht eines großen Krieges nicht aus der Perspektive der Herrschenden, sondern alternativ aus der historischen Perspektive einer dokumentarisch-analytischen Mikrogeschichte (Zeitzeugnisse, Selbstzeugnisse, Medien).
- Darstellung der Alltäglichkeit von Gewalt, Zwang, Hunger und Krankheit in jeder Form, welche das Leben sowohl des Militärs wie der Zivilbevölkerung bedrängte.
- Überlebensstrategien der Bevölkerung.
- Infragestellung, wie weit es im Dreißigjährigen Krieg tatsächlich um Religion ging.

Der historischen Anthropologie verpflichtet, beschreibt der Autor unter Verwendung zahlreicher Selbst- und Zeitzeugnissen die alltägliche Gewalt und das Massensterben bis hin zum Kannibalismus im Dreißigjährigen Krieg. Zwangseinquartierungen bei Zivilisten, Pest und Hunger beherrschten Denken, Handeln und Verhalten der Menschen. Das Buch ist nicht nur für Historiker und Mikrohistoriker von großem Interesse; auch Wirtschafts-Experten, Soziologen, Psychologen, Theologen, Archäologen und selbst Musiker erhalten gewichtige allgemeine wie auch je zu ihrem Fachgebiet gehörige Einblicke in die damalige kriegsversehrte Welt des kleinen Mannes.

## Rezeption
Allgemein hervorgehoben wird die klare Gliederung des Buches von Hans Medick. Ob er mit seinem Werk das „Ziel einer Gesamtdarstellung“ erreicht habe, wird unterschiedlich beurteilt. Beanstandet wird, dass die Literatur der letzten 12 Jahre kaum berücksichtigt worden sei. Zudem stehe die Behauptung des Autors über die Dominanz machtpolitisch-dynastischer Erwägungen im Gegensatz zu seiner Aussage, dass Fragen von konfessioneller Zugehörigkeit und religiösem Bekenntnis prägende Faktoren des Kriegsgeschehens gewesen seien.
Eine sorgfältige und ausgiebig kommentierte Quellensammlung von Selbstzeugnissen, Chroniken, Flugblättern, Zeitungsnotizen etc. gibt nicht nur tiefe Einblicke in aufwühlende Lebensaufzeichnungen, sondern vermittelt auch ein Bild der damals im Aufschwung begriffenen medialen Welt. Insgesamt wird dem Buch attestiert, durch knappe Textauszüge eindrücklich die damalige Erwartungsunsicherheit und die allgemeine Angst der Menschen abseits vom großen Kriegsgeschehen zu dokumentieren.

## Ausgabe
- Deutsche Originalausgabe: Hans Medick: Der Dreißigjährige Krieg – Zeugnisse vom Leben mit Gewalt. Wallstein Verlag, Göttingen 2018, ISBN 978-3-8353-3248-5.